# Batteria Großer Kurfürst
La Großer Kurfürst è stata un'installazione militare sita a Framzelle vicino a Cap Gris-Nez, nel dipartimento di Pas de Calais, realizzata durante il corso della seconda guerra mondiale dalla Kriegsmarine tedesca, e destinata a colpire obiettivi nell'Inghilterra meridionale e nel canale della Manica.

## Storia

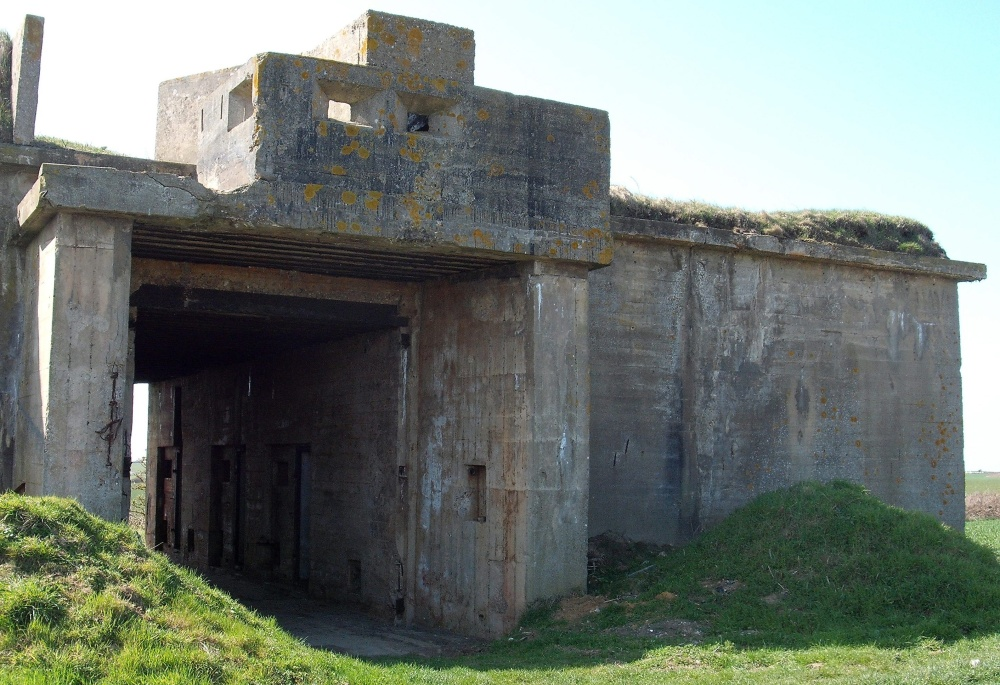
Entrata del deposito munizioni della batteria Großer Kurfürst, a Audinghen, Francia.

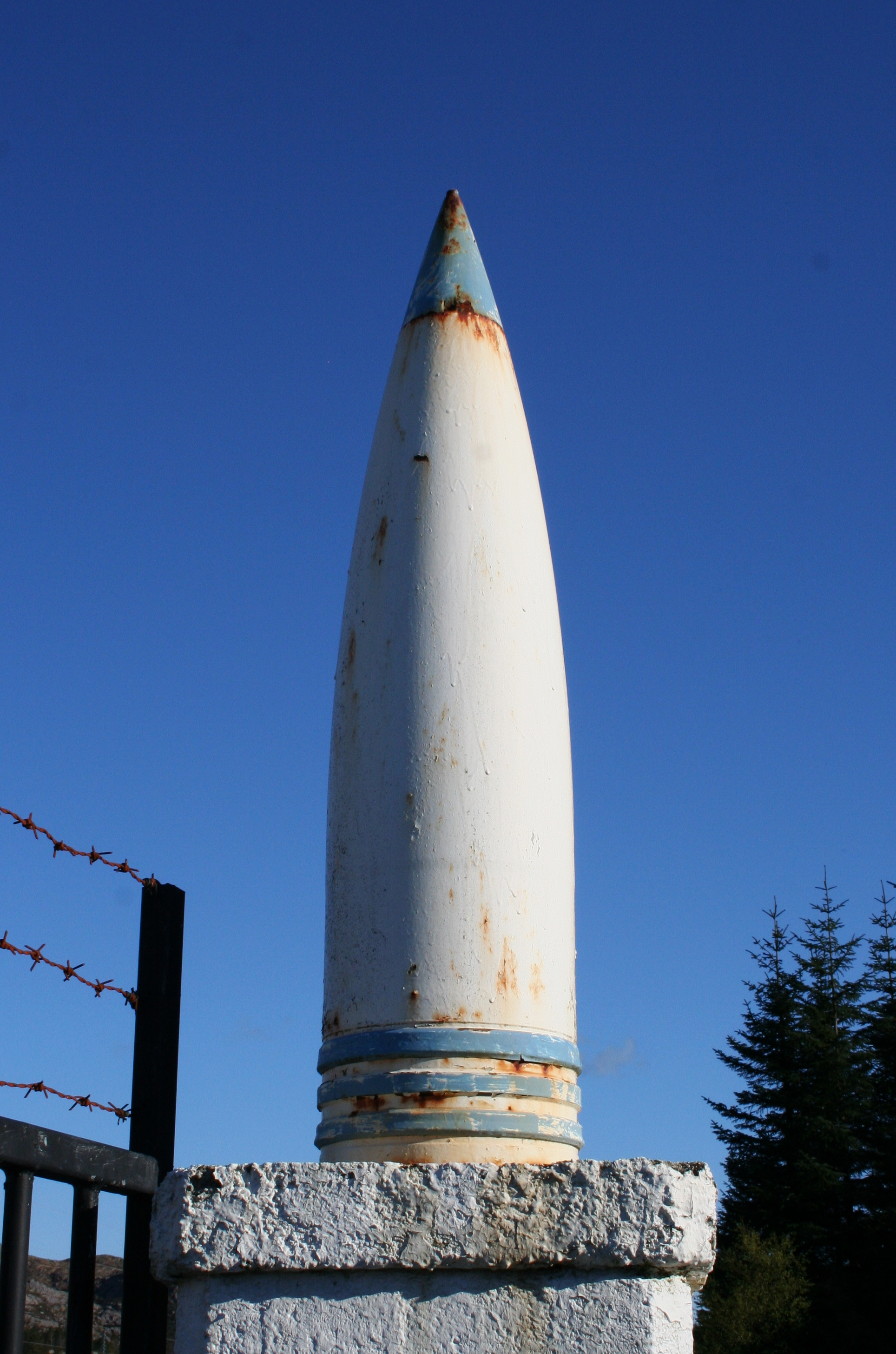
Un proiettile calibro 280 mm.

Subito dopo la fine della campagna di Francia, e in vista del prossimo sbarco in Inghilterra (Operazione Seelowe), alla fine del giugno 1940 l'alto comando tedesco decise di costruire una batteria di cannoni a lunga gittata armata con 4 cannoni da 280 mm in torre singola, a Framzelle, vicino a Cap Gris-Nez nel dipartimento del Pas de Calais. 
La nuova batteria, designata "Prinz Heinrich", era armata con 4 pezzi 28 cm SK L/45 da 280/45 posti in torre singola, ruotante sui 360°, la cui gittata di 36 km consentiva di poter colpire obiettivi nell'Inghilterra meridionale fu dichiarata operativa nel mese di agosto. Dopo l'inizio dell'operazione Barbarossa, nel giugno 1941, fu decisa la sostituzione della batteria "Prinz Heinrich" con una nuova unità armata con cannoni 28 cm SK L/50 da 280/50 che venne designata "Großer Kurfürst" (Marineartillerieabteilung, 2.MAA 242). I lavori di adeguamento iniziarono nel 1941, e la batteria fu dichiarata pienamente operativa il 28 giugno 1943. Essa disponeva di depositi munizioni, un bunker per i generatori, un ospedale da campo, pozzi per l'approvvigionamento idrico. La protezione era garantita da bunker per la difesa ravvicinata, armati con mitragliatrici e pezzi controcarro, reticolati e campi minati erano stesi tutto intorno, e vi erano anche postazioni di armi contraeree.
Il cannone, contenuto in una torre corazzata con pareti dello spessore di 15 cm era installata su una barbetta S 412 di cemento armato. La batteria disponeva di un bunker comando, e a partire dal 1943 le quattro torri da 280 mm erano asservite ad un radar di scoperta navale FuMO 214 Würzburg See Riese posto a Cran aux Ouefs.
Quando le sorti della guerra volsero a favore degli Alleati, da offensivo la batteria assunse un ruolo difensivo, entrando pienamente a far parte del Vallo Atlantico che doveva impedire qualsiasi tentativo di sbarco alleato in Europa. Tutto il settore del Pas de Calais fu pesantemente fortificato e fu denominato dagli alleati come "Iron Coast" (Costa di Ferro), comprendendo oltre alla batteria "Großer Kurfürst", le batterie "Lindemann" (4 da 406/50), "Todt" (4 da 380/47), e di "Gris-Nez". Nel 1944 l'intensità dei bombardamenti aerei alleati avviati proprio il giorno prima dello sbarco in Normandia, e il culmine dell'Operazione Fortitude sud, convinsero l'Oberkommando der Wehrmacht (OKW) che il temuto sbarco sarebbe avvenuto principalmente proprio nel settore del Pas de Calais immobilizzandovi numerose unità tedesche li presenti. Dopo lo sbarco in Normandia la batteria "Großer Kurfürst" iniziò a sparare contro le linee di rifornimento alleate costituite dai convogli navali che facevano la spola tra le coste inglesi e quelle francesi. Pertanto le batterie costiere presenti nell'area di Calais divennero un obiettivo prioritario per le forze aeree alleate già dal giorno dopo l'invasione (giorno J).
Essa fu definitivamente messa a tacere il 29 settembre 1944, quando le truppe canadesi della 9ª Brigata, appartenente alla 3ª Divisione fanteria, precedute da un pesante fuoco d'artiglieria ad opera sia dell'artiglieria costiera di grosso calibro inglese proveniente da Dover, che di quella campale, e da attacchi aerei di saturazione portati da bombardieri e cacciabombardieri della Royal Air Force, attaccarono e conquistarono la zona dove sorgeva la batteria. L'attacco fu lanciato a partire dalle 6:35 dal Highland Light Infantry Regiment, e si concluse alle 10:30 con la resa definitiva della guarnigione. Il bunker comando posto a Cran aux Ouefs si arrese nella stessa giornata. Poco tempo dopo il British Army fece saltare in aria le torri dei cannoni con il munizionamento che vi era contenuto, mettendole definitivamente fuori uso.

### Annotazioni
1. ↑  I cacciabombardieri Hawker Typhoon che andavano all'attacco dell'area della batteria lanciavano salve di razzi da 127 mm, mentre i bombardieri sganciarono oltre 3.500 bombe ad alto potenziale esplosivo.

### Fonti
1. ↑  Zaloga 2007, p. 16.
2. 1 2 3 4 5 6  Battlefields ww2.
3. 1 2 3 4 5 6 7 8  Front Sector.
4. ↑  Williams 2013, p. 156.
5. ↑  Bunkersite.
6. 1 2 3 4  Williams 2013, p. 262.